# 路易斯·亚涅斯
路易斯·亚涅斯（西班牙語：Luis Yáñez，1988年10月25日—），美国男子拳击运动员。他曾代表美国参加2007年泛美运动会拳击比赛，获得一枚金牌。他也曾参加2008年夏季奥林匹克运动会。